# Condado de Meigs (Ohio)
O Condado de Meigs é um dos 88 condados do Estado americano de Ohio. A sede do condado é Pomeroy, e sua maior cidade é Pomeroy. O condado possui uma área de 1 120 km² (dos quais 8 km² estão cobertos por água), uma população de 23 072 habitantes, e uma densidade populacional de 21 hab/km² (segundo o censo nacional de 2000). O condado foi fundado em 1 de abril de 1819.